# Astronium balansae
Astronium balansae; (= A. fraxinifolium) es llamado urunday o urundey pichai (guaraní), gateado (español) o gonçalo-alves , gibatão, aroeirão, aderno (portugués) es un árbol maderable de la zona intertropical americana.

## Hábitat
Es nativo de la selva de Argentina, Bolivia, Brasil, Paraguay. Esta especie es citada en Flora Brasiliensis por Carl Friedrich Philipp von Martius.
Se encuentra en los bosques del Pacífico de Centroamérica, y en las zonas con una marcada estación seca.

## Fenotipia
La forma de copa es alargada, crece mejor con densidad rala, el fuste es recto. 
Ramifica con ramas tortuosas ascendentes, arqueadas para afuera.

## Ecología y silvicultura
El urunday se encuentra en el Chaco húmedo y en extensiones de la vegetación chaqueña en los Departamentos paraguayos de Boquerón y Alto Paraguay, habita islotes de bosque intercalado con estepas húmedas, asociado con quebracho colorado (Schinopsis balansae), crece en suelos arcillosos y negros de drenaje impedido. 
Es muy buena como madera, leña y carbón.
En Costa Rica crece en la región del Pacífico, en suelos livianos (arenosos a francos) con una marcada estación seca.  
Es una especie especialmente buena para tolerar la época seca, si se siembra en bolsas.  Su crecimiento radicular es muy significativo, superando en la mayoría de los casos, el crecimiento del fuste.  
Tiende a ramificarse mucho, por lo que se considera que debe plantarse en medio de áreas de cobertura densa.
Su crecimiento, en Costa Rica, en altura es de 1 a 0,75 m por año, y el crecimiento en diámetro a la altura del pecho (DAP) es muy bueno en suelos fértiles y francos, llegando a superar 1 cm de DAP por año.  Su crecimiento es afectado significativamente por la disponibilidad de lluvias y la fertilidad de los suelos.
Como especie siempre verde es muy apreciado como ornamental, y su raíz profunda no daña la mayor parte de las infraestructuras urbanas.

## Usos
La madera de urunday, urundey, gateado o gonçalo-alvez, presenta características apreciadas: es de buena veta, incorruptible y brillante. Se emplea a partir de 1983 por parte de Juan Carlos Pallarols  en la producción del bastón presidencial de la República Argentina. Pero aparte de esta simbología que el poder quiere resaltar, tiene muy buena fama entre los carpinteros. Está considerada una de las mejores maderas de América del Sur. Posee una coloración castaño-rojiza y una superficie lisa, agradable al tacto y de poco brillo. Es muy pesada, dura y de larga duración. Se usa en acabados de interior y en la construcción naval y civil, en exteriores como postes, cubiertas y durmientes, en la confección de muebles de lujo, torneados y carrocerías.
Por otra parte, la madera del urunday ha sido también empleada en el tallado de esculturas y obras decorativas. La elección de esta madera, se debe a los atributos anteriormente mencionados, los cuales permiten que las figuras se conserven al aire libre por muchos años; fue el material utilizado con exclusividad en las primeras ediciones de la Bienal Internacional de Esculturas de Resistencia, Argentina.

## Usos forestales no maderables
Antiguamente en la cuenca del río Magdalena en Colombia los pescadores soasaban o calentaban las hojas que recolectaban del árbol, la cual ponían sobre las picaduras de la raya para aliviar el dolor.
Habitantes de los márgenes del río Magdalena producen una decocción de a partir de las hojas y parte de la corteza, la cual posee propiedades astringentes, contra la bronquitis, tuberculosis, úlceras y como dentífrico.

## Taxonomía
Astronium balansae fue descrita por Adolf Engler y publicado en Botanische Jahrbücher für Systematik, Pflanzengeschichte und Pflanzengeographie 1: 45. 1881.
Sinonimia
- Myracrodruon balansae (Engl.) Santin